# Йохан I (Шварценберг)
Йохан I Непомук Антон Йозеф Йоахим Прокоп фон Шварценберг (на немски: Johann I Nepomuk Anton Joseph Joachim Prokop zu Schwarzenberg; * 3 юли 1742, Постолопрти (Постелберг), Бохемия; † 5 ноември 1789, Хлубока над Влтавоу (Фрауенберг), Бохемия) е немско-бохемски благородник, 5. княз на Шварценберг (1782 – 1789) и ландграф в Клетгау (1782 – 1789).

## Живот
Той е най-възрастният син на княз Йозеф I фон Шварценберг (1722 – 1782) и съпругата му принцеса Мария Терезия фон Лихтенщайн (1721 – 1753), дъщеря на княз Йозеф Йохан Адам фон Лихтенщайн (1690 – 1732) и графиня Мария Анна Катарина фон Йотинген-Шпилберг (1693 – 1729).
Йохан I Непомук е имперски императорски кемерер и таен съветник. Той е посланик на короната в Рим и имперски дворцов съдия в Ротвайл, също от 1782 г. рицар на ордена на Златното руно. Той се интересува за подобрениято на земеделието и горското стопанство.
Йохан I Непомук е погребан в Тршебон (Витингау), Бохемия.

## Фамилия
Йохан I Непомук се жени на 14 юли 1768 г. в двореца Шьонбрун във Виена за графиня Мария Елеонора фон Йотинген-Валерщайн (* 22 май 1747; † 25 декември 1797), дъщеря на княз Филип Карл Доминик фон Йотинген-Валерщайн (1722 – 1766) и княгиня Шарлота Юлиана фон Йотинген-Балдерн (1728 – 1791). Те имат 13 деца:
- Йозеф II (1769 – 1833), 6. княз на Шварценберг, херцог в Крумау, женен на 25 май 1794 г. за принцеса и херцогиня Паулина Каролина д'Аренберг (1774 – 1810)
- Йохан Непомук Йозеф Карл Урбан (1770 – 1779)
- Карл Филип (1771 – 1820), княз на Шварценберг (2. майорат), 1804 ландграф фон Зулц и Клетгау, австрийски фелдмаршал, женен на 28 януари 1799 г. във Виена за графиня Мария Анна фон Хоенфелд (1767 – 1848)
- Антон Йохан Непомук Йозеф Зигмунд Флорин (1772 – 1775)
- Франц де Паула Йозеф Йохан Непомук (1773 – 1789), каноник в Кьолн
- Ернст Йозеф Йохан Непомук Франц де Паула Максимус (1773 – 1821), епископ на Рааб в Унгария (1819 – 1821)
- Фридрих Йохан Непомук Йозеф Август (1774 – 1795, убит), рицар на Малтийския орден
- Мария Каролина Терезия Регина (1775 – 1816), омъжена на 2 август 1792 г. за 7. княз Йозеф Франц фон Лобковиц (1772 – 1816)
- Елеонора Каролина Терезия (1777 – 1782)
- Мария Елисза (Елизабет) Терезия Каролина Елеонора (1778– 1791)
- Мария Терезия Елеонора Шарлота Валбурга (1780 – 1870), омъжена на 25 май 1801 г. във Виена за ландграф Фридрих Карл фон Фюрстенберг-Вайтра (1774 – 1856), родители на архиепископ и кардинал Фридрих Егон фон Фюрстенберг
- Йохан Непомук Йоизеф Фюрхтегот Бернхард (1782 – 1783)
- Елеонора София Терезия Валбургис (1783 – 1846)